# Резня в Борове
Резня в Борове — массовое убийство албанцев, произошедшее 6 июля 1943 года в деревне Борова на юго-востоке Албании во время Второй мировой войны. Немецкие войска убили 107 мирных жителей в отместку за нападение албанских партизан на немецкий конвой в деревне Бармаш.

## Предыстория

### Нападение на немецкий конвой
В июле 1943 года Албания всё ещё находилась под итальянской оккупацией. Немецкие войска 98-го полка Первой горнострелковой дивизии, базировавшегося тогда в Янине в оккупированной нацистами Греции, проходили через Албанию для перегруппировки с основными силами в Греции. Они проникли на албанскую территорию в районе Корча из бывшей Вардарской бановины. Прежде чем они смогли пересечь территорию Греции, они подверглись нападению в двух разных местах возле деревни Борова со стороны албанских партизан Национально-освободительной армии Албании во главе с Ризой Кодели. После боя, продолжавшегося несколько часов, колонна смогла продолжить путь к месту назначения. Партизаны нанесли немцам тяжёлые потери, уничтожив большую часть транспортного обоза и военной техники и убив более 60 человек.

## Резня
После сообщения о нападении, из Греции к месту нападения были отправлены солдаты Вермахта. В отместку немецкие войска, вооружённые огнемётами, подожгли каждый дом в деревне. Немецкие войска вырезали всех жителей деревни Борова, которых смогли найти в тот день. Некоторые из жертв были убиты на месте, а многих немцы заперли внутри деревенской церкви и сожгли их заживо. Число погибших составило 107 мирных жителей, в основном это были старики, дети и женщины.

## Память

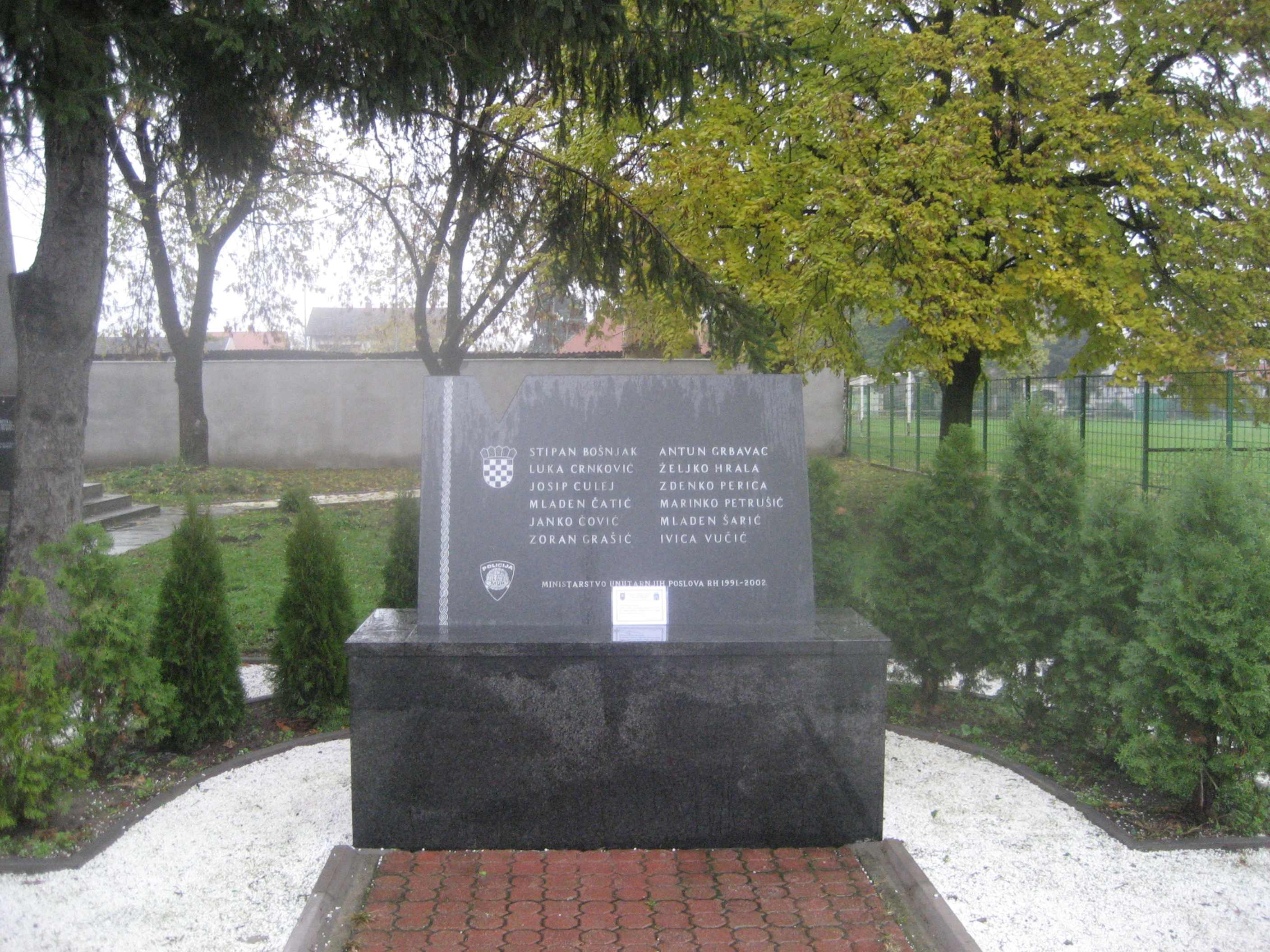
Памятник о погибших в Борове

В 1972 году албанский композитор Тома Гаки написал симфоническую поэму «Борова» в память о жертвах.